# Snefjord
Snefjord är en ort i Måsøy kommun i Finnmark fylke i norra Norge. Orten ligger vid fylkesväg 889, längst inne vid Snefjorden.